# Armenios en Turquía
Los armenios de Turquía (en turco: Türkiye Ermenileri, en armenio: Թուրքահայեր o Թրքահայեր, "armenios turcos") son la población remanente de la comunidad armenia que vivía antes y durante el Imperio otomano en el territorio de la actual Turquía. Según un informe publicado por el gobierno de Turquía, en 2008 su población constaba de 60.000 personas, de las que 40.000 residían en Estambul. Estas cifras no incluyen los hamshenis y cripto-armenios que viven en las provincias orientales de Turquía y fueron islamizados desde el siglo XVI y después del genocidio armenio de 1915-1923.
Desde la fundación de la República de Turquía en 1923 por el tratado de Lausana, los armenios turcos tienen estatuto de minoría religiosa al igual que los griegos y los judíos. Los armenios profesan mayoritariamente el cristianismo de la Iglesia apostólica armenia cuya autoridad espiritual es el Patriarcado Armenio de Constantinopla, establecido en Estambul desde 1461. Junto con los «gregorianos», en 2008 contaban también algunos católicos y protestantes y mantenían 55 iglesias abiertas al culto en el país.
Los armenios de Turquía tienen 17 escuelas primarias y 5 establecimientos de enseñanza secundaria que dispensan educación en armenio a 2.906 estudiantes. La práctica de la lengua armenia occidental está sin embargo en declive; según un estudio del turcólogo Ruben Melkonyan sobre los armenios de Estambul, sólo 18% de la comunidad habla armenio y 92% de los jóvenes son turco hablantes.